# Diadelia basifuscomaculata
Diadelia basifuscomaculata är en skalbaggsart som beskrevs av Stefan von Breuning 1980. Diadelia basifuscomaculata ingår i släktet Diadelia och familjen långhorningar.
Artens utbredningsområde är Madagaskar. Inga underarter finns listade i Catalogue of Life.